# Cryptoserphus longitarsis
Cryptoserphus longitarsis är en stekelart som först beskrevs av Thomson 1858.  Cryptoserphus longitarsis ingår i släktet Cryptoserphus, och familjen svartsteklar. Arten är reproducerande i Sverige.